# 臺中市私立育仁國民小學
臺中市天主教私立育仁國民小學（官方註冊名臺中市私立育仁國民小學，簡稱育仁國小或育仁小學）是一所位於中華民國台中市北區雙十路二段的天主教國民小學，是在1967年由比利時聖母聖心會的神父所創立，後來由彰化田中耶穌聖心修女會接掌。現任董事長的梁德勝神父亦為臺中市私立天主教衛道高級中學董事長。

## 校史[2]
- 民國56年7月，奉准立案「私立育仁小學」，並設立幼稚園。招收新生：小學部二班，幼稚園大、中班共五班
- 民國60年，附設啟智班一班，招收智能不足學生，施以特殊教育
- 民國64年6月，與韓國仁川市天主教博文小學簽約結盟姊妹校。
- 民國66年，育仁「德、智、體、群、美、聖」六育為教學方針完成校徽設計
- 民國72年，國民教育法修訂，更校名為「私立育仁國民小學」
- 民國75年，國樂、節奏樂、合唱分別榮獲全國冠軍，獲得「三冠王」之美稱
- 民國86年8月，學前特殊教育班成立
- 民國91年1月10日，育仁小小志工隊成立。9月，開辦ESL全美語課程。11月，與美國洛杉磯Clover Avenue Elementary School締約為姐妹校
- 民國93年12月17日，與紐西蘭Owairoa小學締結姊妹校
- 民國94年10月，榮獲台中市國語文競賽國小組團體總冠軍
- 民國95年10月5日，育仁TV Station開播
- 民國96年8月16日，國際網屆博覽會榮獲白金獎，總統府總統頒獎
- 民國106年12月24日，創校50周年校慶[3][4]

## 歷屆校長
1. 宋稚青 神父
2. 張麗芬 修女
3. 施麗蘭 修女
4. 施麗蘭 修女
5. 鄭美枝 修女
6. 王智權 先生
7. 詹志榮 先生

## 校園十二景
第一景 容孩近我
第二景 宮廷式中庭羅盤
第三景 奠基石
第四景 靜心堂
第五景 耶穌大樹
第六景 願景廳
第七景 日晷
第八景 世紀千禧標竿
第九景 五樓廣角真善美
第十景 飲水思源
第十一景 空中走廊與法蒂瑪聖母堂
第十二景 耶穌聖心園

## 著名校友
- 彭溫雅
- 張廖乃綸
- 汪大久 （页面存档备份，存于）(明道中學現任校長)

## 外部連結
- 育仁小學網站 （页面存档备份，存于）
- 育仁小學品德教育網 （页面存档备份，存于）